# Moutiers-sur-le-Lay
Moutiers-sur-le-Lay ist eine französische Gemeinde mit 823 Einwohnern (Stand 1. Januar 2022) im Département Vendée in der Region Pays de la Loire; sie gehört zum Arrondissement Fontenay-le-Comte und zum Kanton Mareuil-sur-Lay-Dissais. Die Einwohner werden Moutiérois genannt.

## Geographie
Moutiers-sur-le-Lay liegt etwa 19 Kilometer südöstlich von La Roche-sur-Yon am Lay. Umgeben wird Moutiers-sur-le-Lay von den Nachbargemeinden Les Pineaux im Norden, Sainte-Pexine im Osten, Bessay im Süden, Mareuil-sur-Lay-Dissais im Südwesten sowie Château-Guibert im Westen und Nordwesten.

## Bevölkerungsentwicklung
| Jahr                      | 1962 | 1968 | 1975 | 1982 | 1990 | 1999 | 2006 | 2013 |
| Einwohner                 | 736  | 685  | 604  | 649  | 601  | 541  | 605  | 729  |
| Quelle: Cassini und INSEE |      |      |      |      |      |      |      |      |

## Sehenswürdigkeiten
Siehe auch: Liste der Monuments historiques in Moutiers-sur-le-Lay
- Kirche Saint-Pierre (Monument historique)

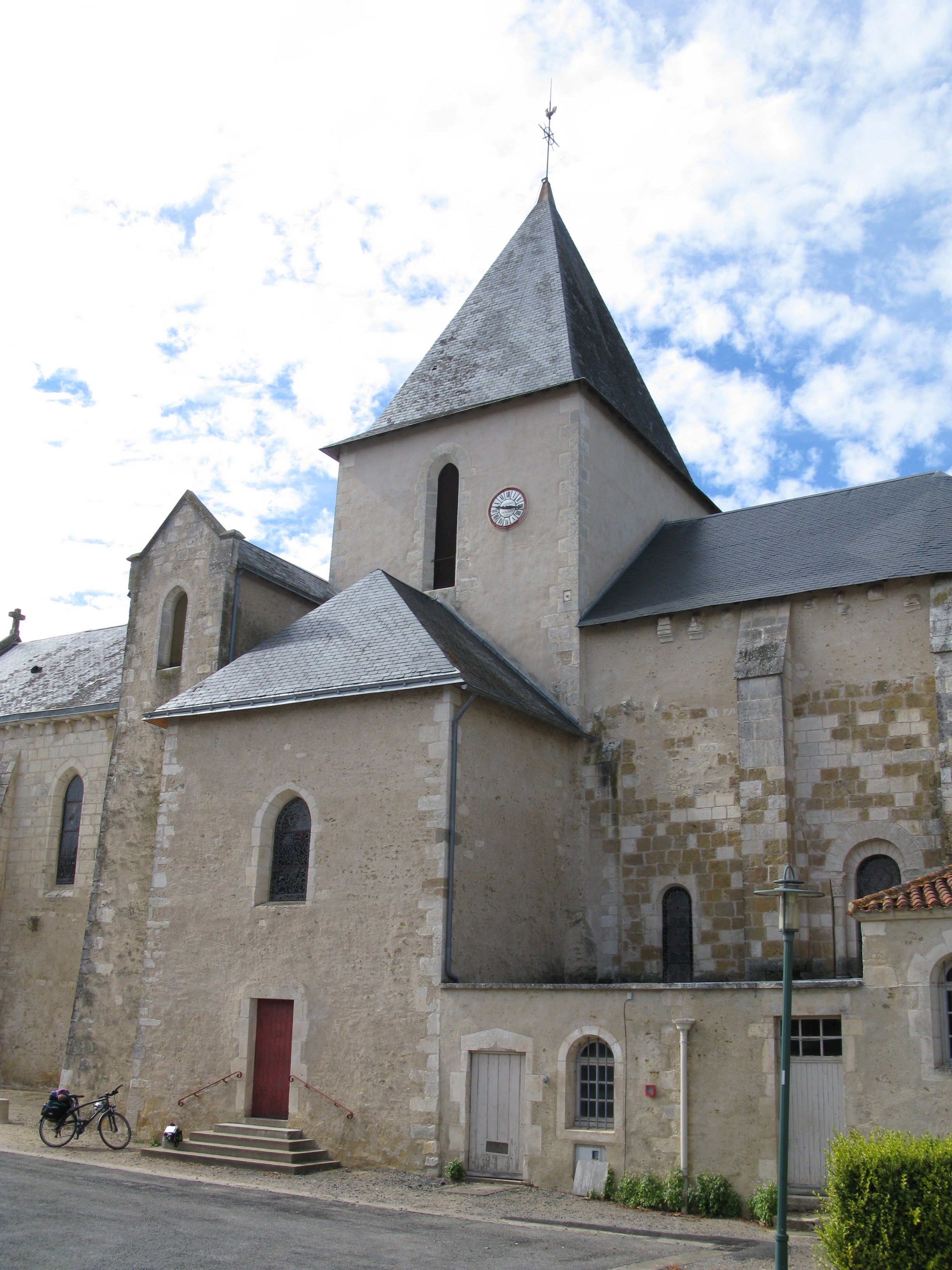
Kirche Saint-Pierre

## Persönlichkeiten
- Jean-Pierre Aulneau (1705–1736), Missionar in Neufrankreich und Minnesota